# Alfons Stillfried
Alfons Stillfried (geboren als Alfons Freiherr von Stillfried und Rathenitz; Pseudonym: Astill; * 20. November 1887 in Wien; † 26. Juli 1974 ebenda) war österreichischer Offizier und Widerstandskämpfer.

## Jugend und Ausbildung
Alfons Freiherr von Stillfried und Rathenitz wurde als Sohn von Raimund Freiherr von Stillfried und Rathenitz und Helene (geborene Jankovich de Jeszenicze) geboren. Er maturierte 1906 am Deutschen Gymnasium in Prag. Nach einem Jahr als Einjährig-Freiwilliger 1906/1907 inskribierte Alfons 1908 Jus an der Universität Wien und wurde nebenbei bei der k.k. Staatseisenbahn-Gesellschaft (StEG) angestellt. 1912 absolvierte er die erste Staatsprüfung. 1913 kündigte er bei der StEG und trat eine Offizierslaufbahn an.

## Erster Weltkrieg und Zwischenkriegszeit
Im Ersten Weltkrieg nahm Alfons von Stillfried 1914 am Vormarsch auf Warschau teil und wurde 1915 an die italienische Front versetzt. Er erhielt mehrere Auszeichnungen und wurde zum Hauptmann befördert.
Nach dem Krieg orientierte sich der Monarchist und Patriot beruflich um. Alfons Stillfried – der Adelstitel fiel durch das Adelsaufhebungsgesetz weg – stieg in das Ölgeschäft ein. 1921 heiratete er Alice Greiner, das Paar bekam drei Kinder.

## Zweiter Weltkrieg und Widerstand
Nach dem „Anschluss Österreichs“ an das Deutsche Reich 1938 wurde Alfons Stillfried wiederholt von der Gestapo verhört und mit einem Berufsverbot belegt.
1939 wurde er über Veranlassung seines Cousins Rudolf Marogna-Redwitz in die Abwehr eingezogen und wurde Abteilungsleiter bei der Auslandsbriefprüfstelle Taborstraße, einer militärischen Zensurstelle. 1941 wurde er von der Wehrmacht im Rang eines Majors übernommen.
Ab 1942 hatte Stillfried Kontakt zu Hans Becker, der späteren zentralen Persönlichkeit der Widerstandsgruppe O5. Gemeinsam mit seinem Freund, dem Abwehrmitarbeiter Erwin Lahousen konnte Stillfried 1943 erste Verbindungen des österreichischen Widerstands gegen den Nationalsozialismus mit dem Ausland herstellen.
Nach dem Attentat vom 20. Juli 1944 auf Adolf Hitler wurde Stillfried vorübergehend von der Gestapo verhaftet und anschließend wegen angenommener, aber unbewiesener staatsfeindlicher Umtriebe aus der Wehrmacht entlassen.
Im September 1944 trafen in Stillfrieds Wohnung am Saarplatz mit Fritz Molden und Wolfgang Igler, dem Adjutanten von Carl Szokoll, Vertreter des zivilen und des militärischen Widerstands zusammen um eine mögliche Zusammenarbeit zu besprechen. Im Dezember 1944 war er bei der Gründung des Provisorischen Österreichischen Nationalkomitee (POEN) beteiligt, einem politischen Gremium der O5, in dem alle politischen Richtungen (mit Ausnahme der Nationalsozialisten) vertreten sein sollten.
In den ersten Märzwochen 1945 wurde er wieder verhaftet und sollte schnellstens vom Volksgerichtshof abgeurteilt werden. Er wurde in letzter Minute vor der Hinrichtung gerettet, die ein SS-Erschießungskommando durchführen sollte.

## Zweite Republik
In den ersten Jahren nach dem Zweiten Weltkrieg engagierte sich Stillfried als Vortragender und Publizist für die Anliegen der ehemaligen Widerstandskämpfer. Im Herbst 1945 wurde er zum Präsidenten der österreichischen Liga demokratischer Freiheitskämpfer gewählt. Besonderes Anliegen war ihm die Anerkennung der Beiträge des Widerstandes für die Befreiung Österreichs durch die Bundesregierung, und damit indirekt auch durch die Alliierten Besatzungsmächte, da dieser Beitrag in der Moskauer Deklaration als wichtige Grundlage für die endgültigen Abrechnung genannt wurde. In diesem Sinne trat er auch für eine rasche Veröffentlichung des Rot-Weiß-Rot-Buchs ein.
Ab 1950 war Stillfried schriftstellerisch tätig. Er starb 1974 in Wien.

## Werk
- Die Stillfriede. 3 Jahrhunderte aus dem Lebensroman einer österreichischen Familie. Europäischer Verlag, Wien 1956.
- Die Přemysliden und der Ursprung des Hauses Stillfried. Borotha-Schoeler Verlag, Wien 1971.

## Belege
1. ↑  Kritische Betrachtungen, im Felde angestellt und im Tagebuch verzeichnet von Astill. Wien: Goldschmid, 1918. (DNB 361720092)
2. 1 2 3 4 5 6 7  Alfons Stillfried. In: familienverband-stillfried.de. Abgerufen am 23. November 2017.
3. ↑  Hans Werner Scheidl: Erst bayerische Grenzgrafen, dann österreichische Patrioten. In: Die Presse. 7. Januar 2014, abgerufen am 23. November 2017.
4. ↑  Bernhard Stillfried: Der Wiener Oberst, der Hitler totsagte. In: Wiener Zeitung. 20. Juli 2006, abgerufen am 23. November 2017.
5. ↑  Fritz Molden: Die Feuer in der Nacht. Amalthea, Wien / München 1988, ISBN 3-85002-262-5, S. 119, 124.
6. ↑  Barbara Stelzl-Marx: Carl Szokoll und die Operation „Radetzky“. In: DÖW (Hrsg.): Jahrbuch 2009: Schwerpunkt Bewaffneter Widerstand - Widerstand im Militär. Lit Verlag, Wien 2009, ISBN 978-3-643-50010-6, S. 102 (eingeschränkte Vorschau in der Google-Buchsuche).
7. ↑  Warum habt ihr denn eigentlich nicht geschossen? In: Profil. 22. Mai 2004, abgerufen am 23. November 2017.
8. ↑  Fritz Molden: Die Feuer in der Nacht. Amalthea, Wien / München 1988, ISBN 3-85002-262-5, S. 148.
9. ↑  Fritz Molden: Die Feuer in der Nacht. Amalthea, Wien / München 1988, ISBN 3-85002-262-5, Die österreichische Widerstandsbewegung und ihr Rückhalt im Volk: Ein Vortrag von Alfons Stillfried gehalten am 17. Juni 1946 in Wien, S. 213–232.

| Personendaten    | Personendaten                                                                 |
| ---------------- | ----------------------------------------------------------------------------- |
| NAME             | Stillfried, Alfons                                                            |
| ALTERNATIVNAMEN  | Stillfried und Rathenitz, Alfons von (vollständiger Name); Astill (Pseudonym) |
| KURZBESCHREIBUNG | österreichischer Offizier und Widerstandskämpfer                              |
| GEBURTSDATUM     | 20. November 1887                                                             |
| GEBURTSORT       | Wien                                                                          |
| STERBEDATUM      | 26. Juli 1974                                                                 |
| STERBEORT        | Wien                                                                          |